# 周瑞金
周瑞金（1939年10月—），浙江平阳县人，曾任《人民日报》副总编辑，中国共产党改革派人士。

## 生平
1962年秋从复旦大学新闻系毕业，到上海《解放日报》工作，历任评论员、评论部副主任、主任、副总编辑、党委书记。1987年经全国新闻高级专业职务资格评审委员会评定为全国首批高级编辑。1998年授任中国社科院研究生院博士生导师。
1991年以“皇甫平”的笔名，主持撰写《改革开放要有新思路》等四篇评论文章。1992年当选为中共上海市第六届委员会委员。1992年获国务院表彰为有突出贡献的专家学者，享受政府特殊津贴。1993年调任《人民日报》副总编辑兼任华东分社社长。